# Campionati europei di lotta 2014
I Campionati europei di lotta 2014 sono stati la 66ª edizione della manifestazione continentale organizzata dalla FILA. Si sono svolti dal 1° al 6 aprile 2014 alla Trio Areena di Vantaa, in Finlandia.

## Medagliere
| Pos.   | Paese         | Oro | Argento | Bronzo | Totale |
| ------ | ------------- | --- | ------- | ------ | ------ |
| 1      | Russia        | 9   | 2       | 5      | 16     |
| 2      | Azerbaigian   | 3   | 5       | 2      | 10     |
| 3      | Turchia       | 2   | 4       | 3      | 9      |
| 4      | Bulgaria      | 2   | 1       | 6      | 9      |
| 5      | Svezia        | 2   | 0       | 3      | 5      |
| 6      | Ungheria      | 2   | 0       | 2      | 4      |
| 7      | Armenia       | 1   | 2       | 2      | 5      |
| 8      | Ucraina       | 1   | 1       | 6      | 8      |
| 9      | Georgia       | 1   | 0       | 2      | 3      |
| 10     | Lettonia      | 1   | 0       | 1      | 2      |
| 11     | Bielorussia   | 0   | 3       | 2      | 5      |
| 12     | Moldavia      | 0   | 1       | 3      | 4      |
| 13     | Polonia       | 0   | 1       | 2      | 3      |
| 14     | Finlandia     | 0   | 1       | 1      | 2      |
| 15     | Grecia        | 0   | 1       | 0      | 1      |
| 15     | Israele       | 0   | 1       | 0      | 1      |
| 15     | Monaco        | 0   | 1       | 0      | 1      |
| 18     | Austria       | 0   | 0       | 1      | 1      |
| 18     | Danimarca     | 0   | 0       | 1      | 1      |
| 18     | Francia       | 0   | 0       | 1      | 1      |
| 18     | Germania      | 0   | 0       | 1      | 1      |
| 18     | Gran Bretagna | 0   | 0       | 1      | 1      |
| 18     | Norvegia      | 0   | 0       | 1      | 1      |
| 18     | Romania       | 0   | 0       | 1      | 1      |
| 18     | Slovacchia    | 0   | 0       | 1      | 1      |
| Totale | Totale        | 24  | 24      | 48     | 96     |

## Classifica squadre
| Squadre nazionali qualificate per la Coppa europea per le nazioni |

| Pos. | Lotta libera maschile | Lotta libera maschile | Lotta greco-romana | Lotta greco-romana | Lotta libera femminile | Lotta libera femminile |
| Pos. | Squadra               | Punti                 | Squadra            | Punti              | Squadra                | Punti                  |
| ---- | --------------------- | --------------------- | ------------------ | ------------------ | ---------------------- | ---------------------- |
| 1    | Russia                | 68                    | Russia             | 54                 | Russia                 | 62                     |
| 2    | Azerbaigian           | 47                    | Turchia            | 46                 | Bulgaria               | 45                     |
| 3    | Turchia               | 40                    | Azerbaigian        | 38                 | Ucraina                | 41                     |
| 4    | Bielorussia           | 38                    | Ungheria           | 35                 | Svezia                 | 34                     |
| 5    | Georgia               | 36                    | Ucraina            | 32                 | Bielorussia            | 33                     |
| 6    | Armenia               | 34                    | Svezia             | 28                 | Azerbaigian            | 29                     |
| 7    | Ucraina               | 31                    | Armenia            | 26                 | Turchia                | 29                     |
| 8    | Ungheria              | 26                    | Bulgaria           | 22                 | Polonia                | 24                     |
| 9    | Bulgaria              | 24                    | Germania           | 20                 | Romania                | 21                     |
| 10   | Polonia               | 18                    | Bielorussia        | 19                 | Ungheria               | 21                     |

## Podi

### Lotta libera maschile
| Evento        | Oro                      | Argento           | Bronzo                                      |
| fino a 57 kg  | Vladimer Khinchegashvili | Ghenadie Tulbea   | Garik Barseghyan Zoheir El Ouarraqe         |
| fino a 61 kg  | Hacı Əliyev              | Bekchan Gojgereev | Andrei Perpelita Vasyl' Šuptar              |
| fino a 65 kg  | Magomed Kurbanaliev      | Servet Coşkun     | Borislav Novačkov Konstantine Khabalashvili |
| fino a 70 kg  | Ruslan Dibirhacıyev      | Grigor Grigoryan  | Miroslav Stefanov Kirov Yakup Gör           |
| fino a 74 kg  | Aniuar Geduev            | Cəbrayıl Həsənov  | Soner Demirtaş Krystian Brzozowski          |
| fino a 86 kg  | Abdulrašid Sadulaev      | Murad Hajdaraŭ    | Musa Murtazaliev István Veréb               |
| fino a 97 kg  | Abdusalam Gadisov        | Xetaq Qazyumov    | Ivan Jankoŭski Nicolae Ceban                |
| fino a 125 kg | Taha Akgül               | Alan Chugaev      | Oleksandr Chocjanivs'kyj Dániel Ligeti      |

### Lotta greco-romana maschile
| Evento        | Oro                   | Argento           | Bronzo                              |
| fino a 59 kg  | Aleksandăr Kostadinov | Victor Ciobanu    | Kamran Məmmədov Ivan Kujlakov       |
| fino a 66 kg  | Adam Kurak            | Həsən Əliyev      | Frank Stäbler István Lévai          |
| fino a 71 kg  | Tamás Lőrincz         | Rəsul Çunayev     | Yunus Özel Aljaksandr Dzjam″janavič |
| fino a 75 kg  | Aleksandr Čechirkin   | Arsen Julfalakyan | Elvin Mürsəliyev Mark Madsen        |
| fino a 80 kg  | Péter Bácsi           | Selçuk Çebi       | Giorgi Tsirekidze Oleksandr Šyšman  |
| fino a 85 kg  | Žan Belenjuk          | Rami Hietaniemi   | Damian Janikowski Amer Hrustanović  |
| fino a 98 kg  | Artur Aleksanyan      | Cenk İldem        | Fredrik Schön Marthin Nielsen       |
| fino a 130 kg | Rıza Kayaalp          | Ljubomir Dimitrov | Johan Eurén Vasilij Paršin          |

### Lotta libera femminile
| Evento       | Oro                   | Argento             | Bronzo                                |
| fino a 48 kg | Marija Stadnyk        | Natallja Pul'kovska | Fredrika Pettersson Nadežda Fëdorova  |
| fino a 53 kg | Marija Gurova         | Maria Prevolaraki   | Natalia Budu Ana Maria Pavăl          |
| fino a 55 kg | Sofia Mattsson        | Anna Zwirydowska    | Irina Ologonova Mimi Christova        |
| fino a 58 kg | Valerija Žolobova     | Irina Netreba       | Viktoria Bobeva Petra Olli            |
| fino a 60 kg | Johanna Mattsson      | Hafize Sahin        | Olga Butkevych Tajbe Jusein           |
| fino a 63 kg | Anastasija Grigorjeva | Maryja Mamašuk      | Julija Ostapčuk Džanan Manolova       |
| fino a 69 kg | Natal'ja Vorob'ëva    | Ilana Kratysh       | Laura Skujiņa Alina Stadnyk           |
| fino a 75 kg | Stanka Zlateva        | Vasilisa Marzaljuk  | Ekaterina Bukina Kateryna Burmistrova |